# Bernartice u Javorníka

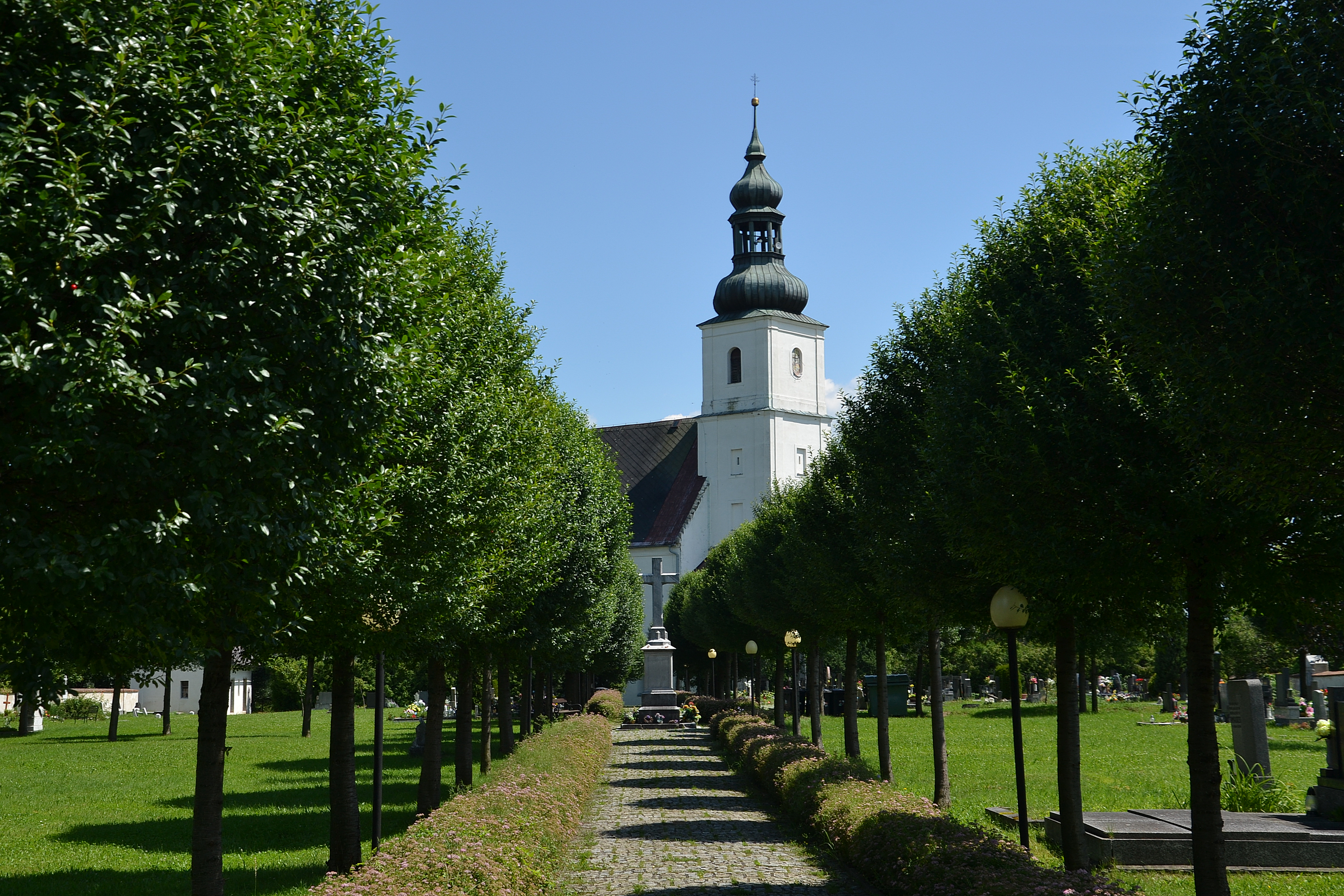
Kirche St. Peter und Paul

Bernartice (deutsch Barzdorf, polnisch Bernacice) ist eine Gemeinde im Okres Jeseník in Tschechien.

## Geographie
Das Dorf erstreckt sich im Tal des Vojtovický potok (Hutwasser) im Gebiet Slezská Haná im Okres Jeseník, an der Grenze zu Polen. Zum polnischen Nachbarort Dziewiętlice (Heinersdorf) besteht ein Grenzübergang. Das Klima ist mäßig mit genügend Schnee im Winter und warmem Sommer mit wenig Niederschlägen.

## Geschichte
Die erste schriftliche Erwähnung stammt aus dem Jahr 1291, wenn auch nach dem Grundriss der Kirche zu urteilen, das Dorf wesentlich älter ist. Nach archäologischen Funden war die Gegend bereits in der Steinzeit bewohnt. Der Name des Dorfes stammt wohl vom Gründer Bernard oder Bertold. Es gehört zu den Dörfern in der Freiwaldauer Gegend, die im Dreißigjährigen Krieg am meisten litten. Hier machten die Armeen beider Kriegsparteien immer wieder Station. Hinzu kam 1633 die Pest, die das Dorf auf 13 Einwohner dezimierte. 1650 waren von 26 Lehen 20 verlassen.
Im 18. Jahrhundert füllte sich das Dorf wieder mit Leben, bis 1713 wieder die Pest zuschlug. 1779 kaufte Paulina Rustov, die Ehefrau des Direktors der bischöflichen Anwesen, das Dorf. Nach ihr wurde auch die Gemeinde Paulinaburg (auch Paulineberg) benannt, die 1782 aufgelöst wurde. An deren Stelle entstanden eine Brauerei, eine Brennerei und eine Mühle. Ähnlich erging es Gotthardsdorf (Gotartovice), benannt nach dem Bischof Philipp Gotthard von Schaffgotsch. 1836 kaufte Josef Latzel zusammen mit seinem gleichnamigen Vater das obere Scholtiseigut (Freigut Försterhof). Ab 1849 war Josef Latzel jun. alleiniger Eigentümer, er war 1848/49 Abgeordneter des Reichstages.
1896 wurde die Gemeinde an die Eisenbahn angeschlossen, 1869 die erste landwirtschaftliche Schule in Schlesien eröffnet. Bei einem Erdbeben im 19. Jahrhundert wurde der Bahnhof zerstört. Nach dem Münchner Abkommen wurde der Ort dem Deutschen Reich zugeschlagen und gehörte bis 1945 zum Landkreis Freiwaldau. 1945/46 wurden die deutschen Einwohner vertrieben.
Im Jahre 2007 kaufte die Gemeinde die verfallene Tančírna (Georgshalle) im Krebsgrund (Račí údolí) bei Javorník; nach der Sanierung in den Jahren 2014–2015 wird die Jugendstil-Tanzgaststätte als Informations- und Kulturzentrum und Café genutzt.

## Einwohnerzahlen
- 1633: 13 Einwohner
- 1722: 182 Einwohner
- 1836: 1436 Einwohner

Die Gemeinde Barzdorf hatte am 1. Dezember 1930 2631 Einwohner, am 17. Mai 1939 2408 und am 22. Mai 1947 waren es 1318 Bewohner.

## Wirtschaft
Das Dorf hatte immer einen überwiegend landwirtschaftlichen Charakter mit vielen reichen Bauerngütern. Neben der landwirtschaftlichen Produktion kam die Weiterverarbeitung dieser Güter (Brauerei, Zuckerfabrik, Brennerei) hinzu, sowie Industriebetriebe zur Herstellung von landwirtschaftlichen Geräten und Streichhölzerherstellung. 1974 wurde das Dorf Zentrum der landwirtschaftlichen Produktion.

## Gemeindegliederung
Die Gemeinde Bernartice besteht aus den Ortsteilen
- Bernartice
- Buková (Buchsdorf) wurde 1248 gegründet und gehörte den Breslauer Bischöfen. Im 16. Jahrhundert wurde hier vermutlich Silber gefördert. Im Dreißigjährigen Krieg starb das Dorf völlig aus. Erst nach dem Krieg kehrten einige Bürger zurück. 1777 wurde eine Nadelfabrik eröffnet.
- Horní Heřmanice (Ober Hermsdorf): Hermsdorf wird das erste Mal 1266 erwähnt. Auch dieses Dorf war bischöfliches Anwesen. 1648 ließ sich hier die gesamte schwedische Armee, angeführt von General Wittenberg nieder, die von hier aus nach Prag zog. Eine Erholung erfuhr das Dorf im 18. Jahrhundert, bevor es infolge der Schlesischen Kriege getrennt wurde. 1742 erfolgte die Teilung in das kleinere österreichisch-schlesische Ober Hermsdorf (heute Horní Heřmanice) und das größere preußisch-schlesische Ober Hermsdorf (heute Jasienica Górna).

Grundsiedlungseinheiten sind Bernartice, Buková, Horní Heřmanice und Horní Heřmanice-u nádraží. Zu Bernartice gehören zudem die Einschicht Pavlínka (Paulinaburg) und die Wüstung  Gotartovice (Gotthardsdorf).
Das Gemeindegebiet gliedert sich in die Katastralbezirke Bernartice u Javorníka, Buková u Bernartic und Horní Heřmanice u Bernartic.

## Partnergemeinden
- Diedorf (Deutschland)

## Sehenswürdigkeiten
- Kirche St. Peter und Paul aus dem 13. Jahrhundert mit frühgotischen Portalen und dem Turm aus den Jahren 1711/12.
- Kapelle des hl. Josef in Pavlínka
- Schlösschen Bernartice
- Reste des Schlosses Horní Heřmanice

## Söhne und Töchter der Gemeinde
- Joseph Jüttner (1775–1848), österreichischer Kartograph und Generalmajor
- Max Neugebauer (1900–1971), österreichischer Pädagoge, Volksbildner und Politiker (SPÖ)